# ジョナサン・ファース
ジョナサン・ファース（Jonathan Firth、1967年4月6日 - ）は、イギリスの俳優。

## 出演作品
- アガサ・クリスティー・コレクション　忘られぬ死
- シックス・パック
- 青春の城 コビントン・クロス
- モース警部シリーズ VOL.24　有罪判決
- 嵐が丘（リントン・ヒースクリフ）